# Sânicolaul Mic
Sânicolaul Mic (în română și Sânmiclăuș, în maghiară Kisszentmiklós, în germană Kleinsanktnikolaus) a fost o localitate din Banat, situată la sud de Arad și de Mureș și la est de Aradul Nou. Astăzi localitatea Sânicolaul Mic este inclusă în municipiul Arad. Alipirea a avut loc în 1950.

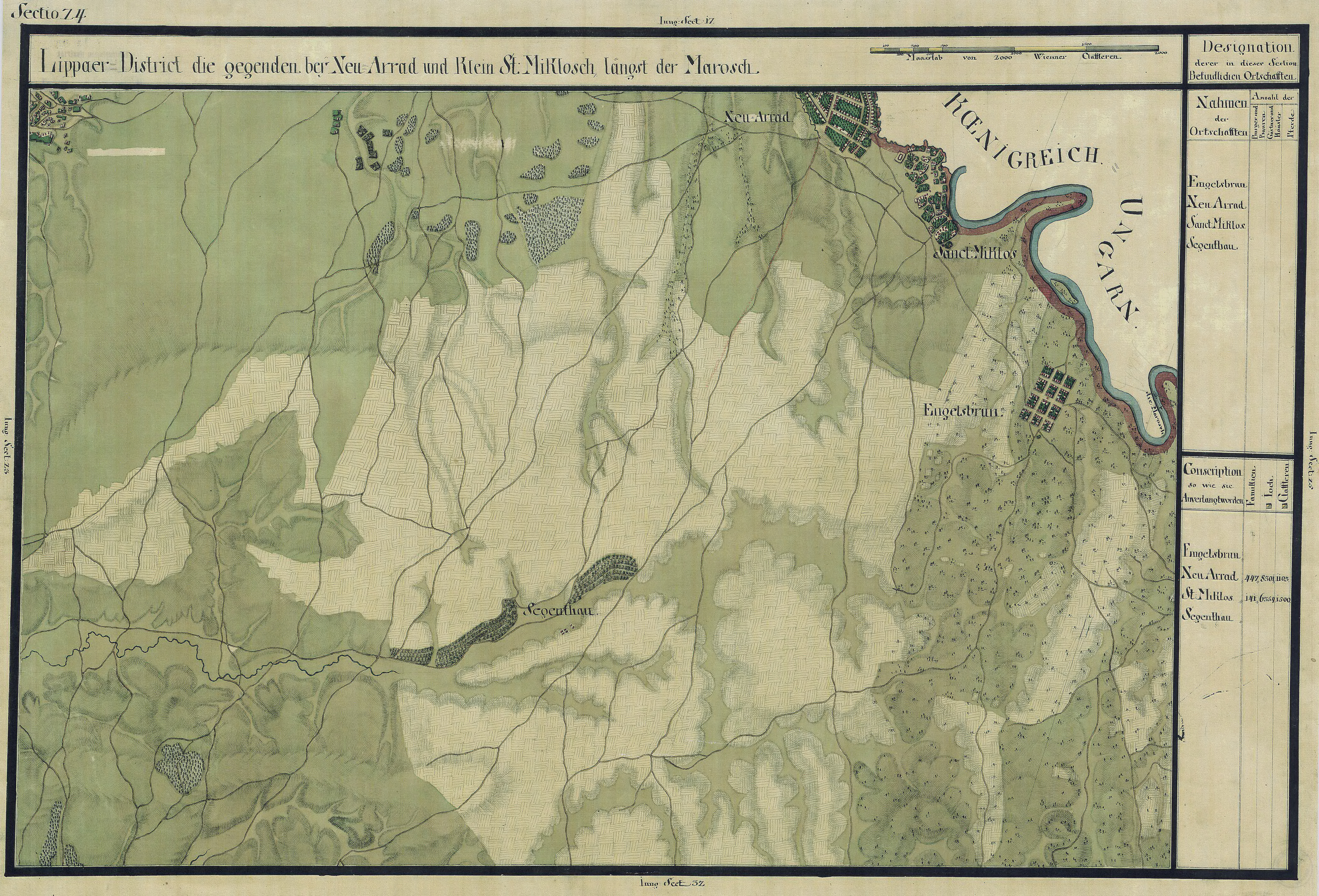
Sânnicolau Mic în Harta Iosefină a Banatului, 1769-72